# 芭菲

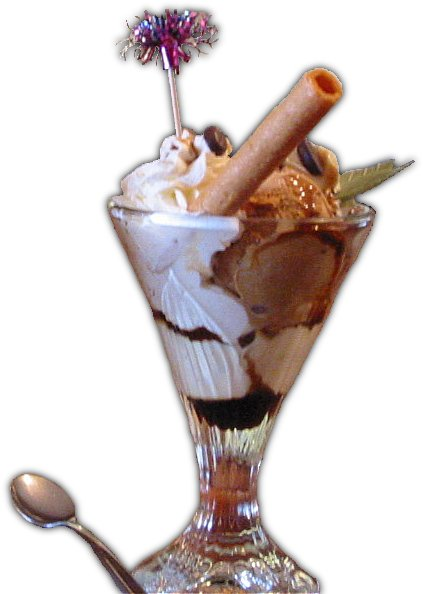
義大利米蘭販售的法式百匯冰淇淋

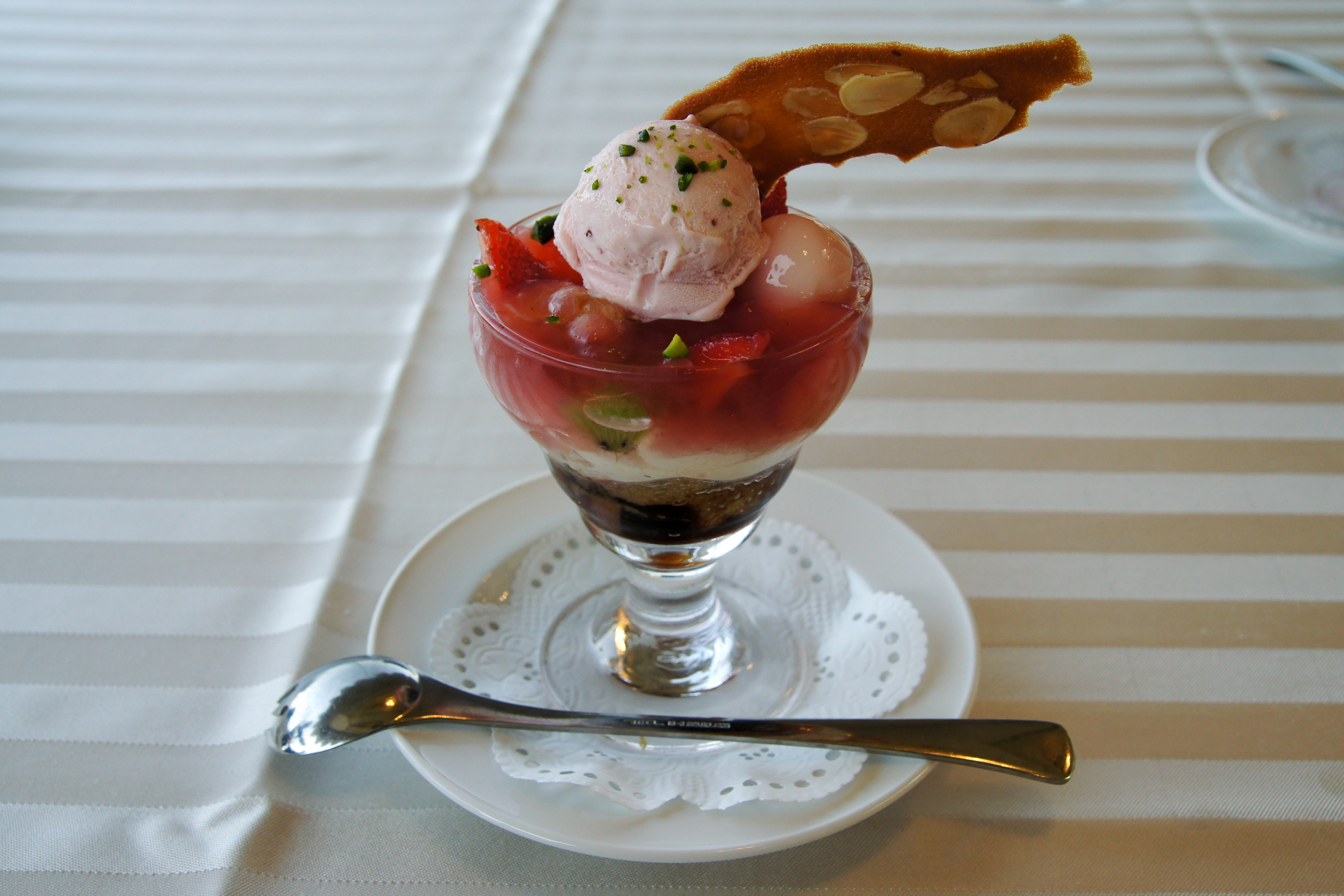
日本東京販售的美式百匯冰淇淋

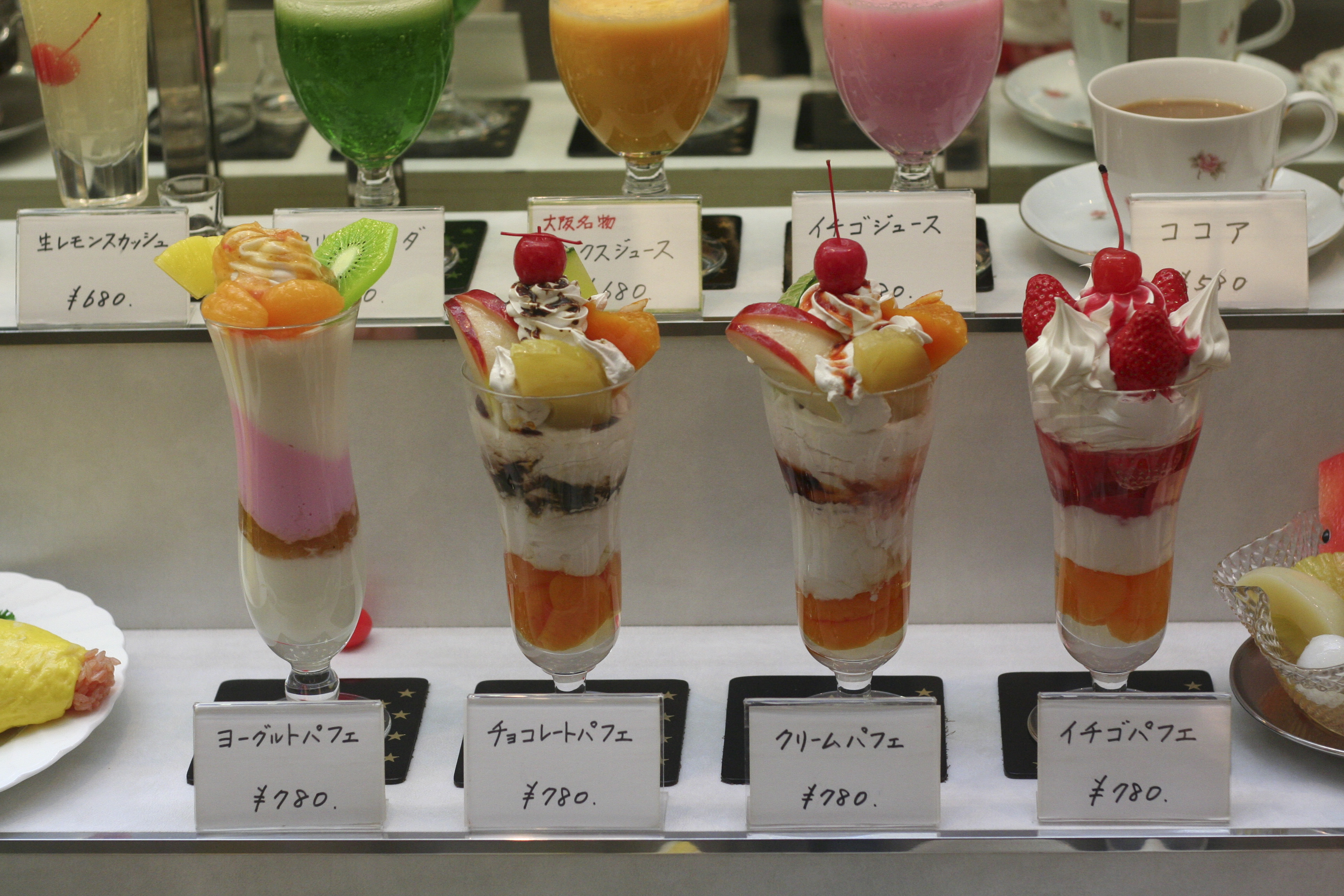
日本大阪販售的日式百匯冰淇淋

是一种把各種低甜度餅乾放在冰淇淋上面的法國甜點，裝盛它的容器是如同香檳酒杯一樣的玻璃杯，除了冰淇淋和餅乾以外，這種冰淇淋還會根據店家的喜好放入各種水果、鮮奶油、巧克力醬、糖果、布丁和堅果以豐富口味。

## 名稱
parfait一词源于法语，意為「完美」，在1894年起出現。

## 法式百匯
是一种在蛋黄中加入了糖和奶油，然后将其冰冻，成型后用调味料点缀并装在盘子中的甜點。

## 美式百匯
类似于圣代的甜点。百匯一般盛放在细长的高脊杯中，而圣代则是盛放在圆形容器里的；而且百匯是在白天食用的，而圣代则是在晚上食用。雖有各类说法，實際上兩者沒有決定性的差別。

## 日式百匯
类似于日式可麗餅的冰淇淋版本，特點是五顏六色，而且多用水果、蛋糕和色素裝飾。

## 優格百匯
優格百匯以優格、水果，還常會再加上穀麥，分層放進高腳杯。